# عاموس عوز
عاموس عوز (بالعبرية:עמוס עוז) (4 مايو 1939- 28 ديسمبر 2018). ولد باسم عاموس كلاوزنر. كاتب وروائي وصحفي إسرائيلي، كما أنه بروفيسور في الأدب في جامعة بن غوريون في بئر السبع. مُنذ عام 1967 اعتبر من أبرز الدعاة والمؤيديين لحل الدولتين من أجل انهاء الصراع الفلسطيني الإسرائيلي.
حاز على عدد من الجوائز بينها وسام الفنون والآداب برتبة ضابط في فرنسا Officier des Arts et Lettres عام 1984. جائزة فرانكفورت للسلام عام 1992. وسام الشرف Legion d`Honneur من الرئيس الفرنسي جاك شيراك عام 1997. جائزة أمير أستورياس للآداب "Premios Príncipe de Asturias" في إسبانيا عام 2007. وجائزة بارك كيونغ-ني من كوريا الجنوبية سنة 2015.

## توجهاته السياسية
ويُعرف عوز بمواقفه الحمائمية في المجال السياسي؛ كما تجده اشتراكياً ديمقراطياً في المجال الاقتصادي والاجتماعي. وكان من المعارضين للاستيطان منذ بداياته، ومن المرحبين باتفاقية أوسلو، والمنادين بفتح باب الحوار مع منظمة التحرير الفلسطينية.
وقد تصاعدت في الآونة الأخيرة "صرخاته في إسرائيل احتجاجاً على ما يجري على الساحة السياسية، وبالأخص على أثر نشر التقرير النهائي للجنة "فينوجراد" التي تقصّت وقائع حرب لبنان في صيف 2006، والتطورات المُتعلقة بقطاع غزة، وإطلاق الصواريخ منه، والسياسة التي يتعين على إسرائيل أن تتبعها، بدءًا من تشديد الحصار السياسي والاقتصادي وانتهاء بشنّ عملية عسكرية برية واسعة النطاق.
وكان «عوز» من المؤيدين لحزب «العمل» المنتمي ليسار الوسط، ومن المقربين لقياداته؛ لكنه في التسعينات أقترب أكثر من اليسار وبالتحديد من حزب «ميرتس» اليساري الديني، حتى أنه في السنوات الأخيرة اعتبر حزب العمل غير موجود على الساحة، ودعا المواطنين في انتخابات عام 2003 للتصويت له. ويعد «عاموس عوز» واحداً من الشخصيات العامة الهامة في إسرائيل؛ وتسلطت عليه الأضواء في التسعينيات بسبب مواقفه السياسية الداخلية والخارجية الهامة

## نهجه الأدبي
ويميل «عوز» في إنتاجه الأدبي إلى وصف أبطاله بشكل واقعي مع ميل للسخرية، وجاء تناوله لموضوع «الكيبوتس» مصحوباً بنوع من النقد الذاتي.
ومن أشهر رواياته «عزيزى ميخائيل» التي صدرت عام 1968، وتُرجمت إلى حوالي 30 لغة من بينها العربية. وتحكى هذه الرواية قصة فتاة تسمى حنة وزواجها من ميخائيل على خلفية القدس في الخمسينيات. ونجح عوز في هذه الرواية في التسلل إلى العالم الداخلي للشخصية الإسرائيلية وكشف النقاب عن الكوابيس التي كانت تقضّ مضجعها بشكل متوازي مع ما يحدث في القدس من أحداث.
و«عاموس عوز» واحد من الأدباء القليلين الذين أجريت عليهم أبحاث ودراسات غزيرة؛ الأمر الذي جعل جامعة بن غوريون في النقب تُنشئ أرشيفاً خاصاً له ولإنتاجه الأدبي.

## فصل مترجم من الرواية
قطة:
هنا في بات يام يكون أول الصبح في الصيف حارا ومضغوطا، ولكن هناك على الجبال فإن الليل يخيم. والضباب يعصف على مسافة منخفضة بين الشعاب. الرياح الباردة تعوي كما لو أنها أصوات حية، والضوء الشاحب يميل ليكون حلما مزعجا.
و عند هذه النقطة يتشعب الطريق: واحد منحدر، والآخر يميل بيسر وسهولة. وليس هناك أية علامة على الخارطة تشير إلى هذه التشعبات. ومع إمعان المساء في التعتيم كانت الرياح ترمي عليه حجارة مثل المطر الغزير. كان على ريكو أن يحدد هل يأخذ الطريق القصير أو الطريق اليسير وهو يهبط إلى أسفل.
عصفور:
ماذا سوف أصبح لو لقيت حتفي ؟. صوتا أو عطرا أو سوى ذلك. لقد أصبت بالورم، وربما أتغلب عليه. والدكتور بنتو يبدو متفائلا:الحالة مستقرة. الطرف الأيسر أسوأ بقليل. ولكن الأيمن بحالة جيدة. الصور الشعاعية واضحة. انظري بنفسك : لا أثر للمضاعفات هنا.
تفاصيل:
توسلت له والدته، وكذلك والده. ولكنها لا تشعر بالرغبة في ذلك - وأنت تزيد الأمور سوءا. قال ريكو:حسنا. امنحوني فرصة. ولكن كيف يمكن لامرئ أن يكون متبلد الأحاسيس إلى هذه الدرجة؟. نسي أن يغلقه. ونسي أن يوصده. ونسي أن يعود قبل الثالثة صباحا.
قالت ديتا:يا سيد دانون حاول أن ترى الموضوع من هذه الزاوية. هذا مؤلم له أيضا. أنت الآن تحمله الذنب، وفي النهاية، مسؤولية موتها لا تقع على كاهله. وهو لديه الحق أن يعيش حياة خاصة. ماذا تتوقع منه أن يفعل ؟. أن يجلس ممسكا بيدها ؟ الحياة لا تتوقف. بهذه الطريقة أو تلك لكل امرئ الحرية باختيار طريقه. وأنا الآن لست متحمسا لرحلة التيبت. ولكن لا يزال لديه الحق بالبحث عن طريقه. وبالأخص بعد أن فقد أمه. سوف يعود يا سيد دانون. ولكن لا تحاول أن تتسكع بانتظاره. انغمس ببعض الأشغال، قم ببعض التمارين الرياضية، أي شيء. وسوف أزورك أحيانا.
في وقت لاحق في التيبت:
بين بات يام ويافا انقلبت عربة يجرها حمار. والبطيخات وقعت على الإسفلت وتكسرت. حمام دموي. ثم إن السائق البدين شرع بالصياح واستفزاز رجل بدين آخر، دهن شعره بالمطريات. سيدة عجوز تثاءبت أمام والدته. كان فمها مثل مغارة، فارغا وواسعا. وعند مقعد في موقف سيارات جلس رجل بربطة عنق وقميص أبيض، وكان يضع سترته فوق ركبتيه. لم يكن ينوي الصعود إلى الحافلة. وأشار لها كي تتابع. ربما كان بانتظار حافلة أخرى. ثم شاهدا قطة مدهوسة، ضغطت والدته رأسه على بطنها وقالت:لا تنظر، وإلا سوف تبكي في نومك مجددا. ثم إن فتاة برأس حليق : قمل ؟ كانت ساقاها المتقاطعتان مكشوفتين بمقدار لمحة عابرة. وبناية لم تنته وكثبان من الرمال. مقهى عربي. ورق تنشيف. دخان، حاد وكثيف. رجلان ينحنيان إلى الأمام، الرأسان متلامسان تقريبا.
أطلال. كنيسة. جرس. سقف من القرميد. شباك من فولاذ ميت. شجرة ليمون. رائحة سمك مقلي. وبين جدارين قارب وبحر في الأمواج.
ثم بستان، دير، أشجار نخيل، ربما بلح، وأبنية في حالة فوضى. لو تابعت طوال هذا الطريق جنوبا سوف تصل في النهاية إلى تل أبيب. ثم ياركون. بساتين الحمضيات. القرى. وبعدها المرتفعات. وبعد ذلك كان المساء يخيم. مرتفعات الجليل. سوريا. روسيا. أو السهول. التوندرا. والمروج التي تغطيها الثلوج.
حسابات:
بعوضة:
- The Silence of Heaven: Agnon’s Fear of God (2000) ISBN 0-691-03692-6
- Suddenly in the Depth of the Forest (A Fable for all ages) (2005)
- Rhyming Life and Death (2007) ISBN 978-0-7011-8228-1

## قصص قصيرة
- Oz، Amos (ديسمبر 2008). "Waiting". نيويوركر. ج. 84 ع. 40: 82–89. مؤرشف من الأصل في 2014-07-16. اطلع عليه بتاريخ 2009-05-22. {{استشهاد بدورية محكمة}}: تجاهل المحلل الوسيط |day= لأنه غير معروف (مساعدة)

## أعمال منشورة

### مؤلفات واقعية
- In the Land of Israel (essays on political issues) ISBN 0-15-144644-X
- Israel, Palestine and Peace: Essays (1995) (Previously published: Whose Holy Land? (1994).)
- Under This Blazing Light (1995) ISBN 0-521-44367-9
- Israeli Literature: a Case of Reality Reflecting Fiction (1985) ISBN 0-935052-12-7
- The Slopes of Lebanon (1989) ISBN 0-15-183090-8
- The Story Begins: Essays on Literature (1999) ISBN 0-15-100297-5
- A Tale of Love and Darkness (2003) ISBN 0-15-100878-7
- How to Cure a Fanatic (2006) ISBN 978-0-691-12669-2

### أدب روائي
- Where the Jackals Howl (1965) ISBN 0-15-196038-0
- Elsewhere, Perhaps (1966) ISBN 0-15-183746-5
- My Michael (1968) ISBN 0-394-47146-6
- Unto Death (1971) ISBN 0-15-193095-3
- Touch the Water, Touch the Wind (1973) ISBN 0-15-190873-7
- The Hill of Evil Counsel (1976) ISBN 0-7011-2248-X ; ISBN 0-15-140234-5
- Soumchi (1978) ISBN 0-06-024621-9 ; ISBN 0-15-600193-4
- A Perfect Peace (1982) ISBN 0-15-171696-X
- Black Box (1987) ISBN 0-15-112888-X
- To Know a Woman (1989) ISBN 0-7011-3572-7 ; ISBN 0-15-190499-5
- Fima (1991) ISBN 0-15-189851-0
- Don't Call It Night (1994) ISBN 0-15-100152-9
- A Panther in the Basement (1995) ISBN 0-15-100287-8